# Kgosiemang Khumoyarano
Kgosiemang Khumoyarano (* 23. Juli 1954) ist ein ehemaliger botswanischer Sprinter.

## Sport
Khumoyarano nahm an den Olympischen Sommerspielen 1988 in Seoul teil.
Im Wettkampf über 100 m schied er in den Vorläufen aus. Für den Wettbewerb über 200 m war er gemeldet, startete aber nicht.